# وزاب
الوِزَّاب أو عنثب أو تنذب (الاسم العلمي: Ochthochloa)، جنس نباتات صحراوي من فصيلة النجيلية مواطنها الأصلية الصحراء الكبرى والصحراء العربية. هناك نوع واحد منه معروف وهو Ochthochloa compressa، الذي يمتد نطاقه الأصلي من الجزائر إلى أوتاراخند.